# Белые Кресты (Ленинградская область)
Белые Кресты — деревня в Иссадском сельском поселении Волховского района Ленинградской области.

## История
На карте Санкт-Петербургской губернии 1792 года А. М. Вильбрехта упоминается деревня Крест.
Как деревня Белые Кресты она обозначена на карте Санкт-Петербургской губернии Ф. Ф. Шуберта 1834 года.

БЕЛЫЕ КРЕСТЫ — деревня принадлежит поручику Донштрубу, чиновнице 6 класса Ступановой и капитанше Тимофеевой, число жителей по ревизии: 45 м. п., 37 ж. п.. (1838 год)

Деревня Белые Кресты отмечена на карте Ф. Ф. Шуберта 1844 года.

БЕЛЫЕ КРЕСТЫ — деревня генерал-адъютанта Философова, по просёлочной дороге, число дворов — 9, число душ — 25 м. п. (1856 год)

БЕЛЫЙ КРЕСТ — деревня владельческая при реке Златынке, число дворов — 14, число жителей: 36 м. п., 38 ж. п.; Часовня православная. (1862 год)

В 1884 году временнообязанные крестьяне смежной деревни Тимофеевщина выкупили свои земельные наделы у Л. Н. Балбековой и стали собственниками земли.
В конце XIX — начале XX века деревня находилась в составе Иссадской волости 2-го стана Новоладожского уезда Санкт-Петербургской губернии.
По данным «Памятной книжки Санкт-Петербургской губернии» за 1905 год деревня называлась Белый-Крест и входила в Златынское сельское общество.
Согласно карте Петроградской и Новгородской губерний издания 1915 года деревня называлась Белые Кресты. К западу и смежно с ней находились, ныне не существующие деревни Чемутова, Тимофеевщина и Блудовщина (Лепуны).
С 1917 по 1923 год деревня Белые Кресты входила в состав Златынского сельсовета Иссадской волости Новоладожского уезда.
С 1923 года в составе Октябрьской волости Волховского уезда.
Согласно данным переписи населения СССР 1926 года в деревне Белые-Кресты Златынского сельсовета Октябрьской волости Волховского уезда проживали 108 человек — все русские.
С 1927 года в составе Волховского района.
По данным 1933 года деревня Белые Кресты являлась административным центром Златынского сельсовета Волховского района, в который входили 11 населённых пунктов, деревни: Белые Кресты, Берцы, Борихино, Будаевщина, Златынь, Липуны, Пенчино, Петелевщина, Пышковщина, Сватковщина, Тимофеевщина, общей численностью населения 850 человек.
По данным 1936 года в состав Златынского сельсовета входили 6 населённых пунктов, 165 хозяйств и 5 колхозов. Административным центром сельсовета была деревня Златынь.
В 1939 году население деревни Белые Кресты составляло 118 человек.

План деревни Белые Кресты. 1941 год

Согласно топографической карте РККА 1941 года деревня насчитывала 21 двор.
С 1946 года в составе Новоладожского района.
С 1954 года в составе Иссадского сельсовета.
В 1961 году население деревни Белые Кресты составляло 48 человек.
С 1963 года вновь в составе Волховского района.
По данным 1966, 1973 и 1990 годов деревня Белые Кресты также входила в состав Иссадского сельсовета.
В 1997 году в деревне Иссад Иссадской волости проживали 2 человека, в 2002 году — 7 человек (русские — 86 %).
В 2007 году в деревне Белые Кресты Иссадского СП — 3.

## География
Деревня находится в северной части района к юго-востоку от центра поселения деревни Иссад, близ автодороги А114 (Вологда — Новая Ладога).
Расстояние до административного центра поселения — 8 км.
Расстояние до ближайшей железнодорожной станции Колчаново — 14 км.
Деревня находится на левом берегу реки Златынка.

## Демография
| 1862 | 2002 | 2007 | 2010 | 2017 |
| ---- | ---- | ---- | ---- | ---- |
| 74   | ↘7   | ↘3   | ↗5   | ↘4   |

### Национальный состав
Согласно данным Всероссийской переписи населения 2021 года в деревне проживали 14 человек, все русские.